# 아이르투 모레이라
아이르투 모레이라(포르투갈어: Airto Moreira, 1941년 8월 5일 ~ )는 브라질의 음악가이다.
13세에 프로 음악가로 활동하기 시작했으며 1967년 쿠아르테투 노부(Quarteto Novo)와 함께 앨범 《Quarteto Novo》를 발표했다. 미국으로 이주한 뒤에는 마일스 데이비스 등의 음반 제작 작업에 참여했다.
1972년에는 칙 코리아와 함께 리턴 투 포에버(Return to Forever)를 결성했고 앨범 《Return to Forever》(1972년), 《Light as a Feather》(1973년)를 발표했다.